# Finlandisering
Finlandisering is een omschrijving van een situatie waarin een land zich vergaand meegaand opstelt tegenover een machtiger land. De term heeft een negatieve lading. Zij ontstond in de jaren zeventig in Duitsland waar het gebruikt werd om het beleid van Willy Brandt te omschrijven.
Zoals het woord al aangeeft, is finlandisering het eerst gebruikt om een Finse situatie te beschrijven. Finland was in 1939 door de Sovjet-Unie aangevallen (Winteroorlog) en gedurende de Tweede Wereldoorlog was er het grootste deel van de tijd een staat van oorlog tussen Finland en de Sovjet-Unie (Vervolgoorlog). Niettemin bleef Finland na de oorlog onafhankelijk (al was het kleiner geworden dan het vóór de oorlog was), en omdat het zich zeer bewust was van de Sovjet-dreiging, goed bewapend.
Het buitenlandbeleid van de Finse president Juho Kusti Paasikivi en zijn opvolger Urho Kekkonen, die van 1956 tot 1981 president van Finland was, was erop gericht Finland buiten de invloedssfeer van de Sovjet-Unie te houden (zie Paasikivi-Kekkonenlijn). Ze slaagden erin Finland buiten het Warschaupact te houden, een vrijemarkteconomie te handhaven en konden Finland zelfs lid maken van een 'westerse' organisatie als de Europese Vrijhandelsassociatie (EVA). Finland was dus geen satellietstaat van de Sovjet-Unie. 
Dit succes had echter wel een prijs. Om de USSR tevreden te houden moest Finland voortdurend op zijn tellen passen. Hierdoor ging Kekkonen bijvoorbeeld vaak bij de hoogste KGB-officier in Finland te rade om het Finse beleid af te stemmen op de Russische wensen. Hoewel dit toentertijd nog niet bekend was in het westen werd de Finse meegaandheid gezien als vrijwillige onderwerping aan de nukken van de Sovjet-Unie. Dit beleid werd zelfs zo exemplarisch voor Finland geacht dat waar andere westerse landen meegaandheid met de Sovjet-Unie toonden, dit smalend omschreven werd als 'finlandisering'.